# صالح العصفور
صالح عبد الرزاق العصفور، (مواليد 1 يناير 1954 بمدينة شرق الكويت)، هو لاعب كرة قدم كويتي سابق، ومدرب كرة قدم حالي ومحلل رياضي في عدة قنوات عربية.

## المسيرة الكروية
بدأ اللاعب صالح العصفور حياته الرياضية في مركز شباب الدعية عام 1964، ثم إنتقل الي النادي العربي واستمر معه ثلاث سنوات، حتي انتقل الي نادي السالمية عام 1969، والذي حصل معه علي كاس درع الدوري الكويتي لأول مرة في تاريخ النادي في موسم 1980/1981، والذي أكمل فيه بقية مشواره الرياضي كلاعب لحين اعتزاله في عام 1984، ثم إتجه الي العمل في الجهاز الفني وإبتدئها في نادي السالمية ثم أنتقل إلى تدريب نادي التضامن، وبعدها نادي الصليبيخات، وثم نادي الجهراء، كما درب نادي الفحيحيل، ونادي الساحل.

## مشواره مع المنتخب الوطني
شارك اللاعب الدولي صالح العصفور مع منتخب الكويت الوطني في عصره الذهبي من عام 1970 الي 1980، الا ان مشواره الأول ابتدأ مع منتخب الكويت للشباب والذي شكله الاتحاد الكويتي لكرة القدم موسم 1970 - 1971، كما واصل مشواره مع المنتخب ولعب في دورة ميوزيكال الوديه في ماليزيا سنة 1971 واحرز المنتخب المركز الثاني، كما شارك باول بطولة شباب ينظمها الاتحاد الاسيوي موسم 1972 - 1973 واحرز حينها المنتخب الكويتي المركز الثالث مع المدرب اليوغسلافي مستر بروشتش، تبعها مشاركته في بطولة الالعاب الاسيويه في إيران 1972، وواصل تالقه مع المنتخب واختير للذهاب والمشاركة في دورة الالعاب الاسيويه في تايلند 1978 مع المدرب الوطني صالح زكريا، وبعدها شارك في دورة الخليج الرابعه في قطر 1976 واحرز المنتخب الكويتي اللقب، كما شارك في بطولة دورة الخليج الخامسه ببغداد 1979 ، كما شارك اساسيا في تصفيات كاس العالم 1978 في مجموعة / إيران وكوريا الجنوبية وهونج كونج وإستراليا، وشارك أيضا في بطولة كاس اسيا في ايران 1976 وحصل منتخب الكويت علي المركز الثاني بعد ان خسر في المباراة النهائية من إيران.

## مشواره مع منتخب العسكري
شارك مع المنتخب العسكري في بطولة العالم العسكري بسوريا مع المدرب البرازيلي ماريو زاغالو وحصل المنتخب علي المركز الثاني، كما شارك ببطولة كاس العالم العسكريه بالكويت 1979، كما شارك مع منتخب الشرطة في أول بطوله للشرطه واقيمت بسوريا 1979.

## حياته العلمية
بدا حياته العلمية طالبا في معهد الاتصالات والملاحة وما إن تخرج حتي اتجه بالصدفة الي الحياة العسكرية حيث إنخرط في سلك الشرطة في وزارة الداخلية وتخرج من دورة الضباط برتبة ملازم أول، ثم تتدرج بالمناصب في الوزارة حتي وصل الي مدير إدارة مباحث الهجرة ثم تقاعد برتبة لواء.